# Мартель, Лукресия
Лукре́сия (Лукреция) Марте́ль (исп. Lucrecia Martel; 14 декабря 1966, Сальта) — аргентинский кинорежиссёр, сценарист, продюсер, представляет новое аргентинское кино.

## Биография
Училась в Национальной экспериментальной киношколе в Буэнос-Айресе. После закрытия школы из-за нехватки средств получала кинообразование самоучкой. Сняла несколько короткометражных фильмов, работала на телевидении. Первая полнометражная лента Топь (2001) сразу же привлекла к ней внимание публики и критики.

## Избранная фильмография
- Топь/ La Ciénaga (2001, премия Альфреда Бауэра на Берлинском МКФ, номинация на Золотого медведя, премия КФ Сандэнс, Серебряный кондор Ассоциации аргентинских кинокритиков за лучший кинодебют)
- Святая/ La niña santa (2004, номинация на Золотую пальмовую ветвь)
- Женщина без головы/ La mujer sin cabeza (2008, продюсер — Педро Альмодовар; номинация на Золотую пальмовую ветвь)
- Зама/ Zama (2017)

## Признание
Член жюри Берлинского МКФ (2002), Каннского МКФ (2006). Глава жюри Венецианского кинофестиваля (2019).